# ジョルジョ・A・ツォカロス

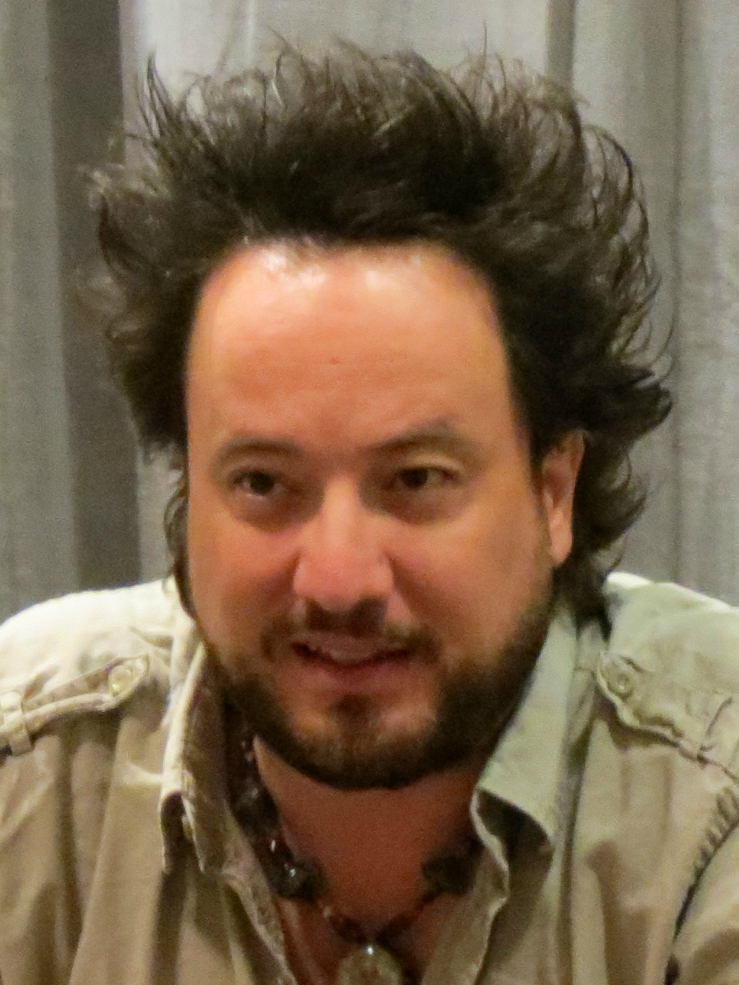

ジョルジョ・A・ツォカロス（英: Giorgio A. Tsoukalos 1978年3月14日 - ）は、古代宇宙飛行士説の「専門家」で、テレビ番組『古代の宇宙人』の出演者として知られる。

## 略歴
ジョルジョ・A・ツォカロスは、1978年にスイスで生まれ、彼の父はギリシャ系、母はオーストリア系である。1994年に米国に渡り、ニューヨーク州のイサカ・カレッジで学び、1998年にコミュニケーションの学士号を取得した。同じ年に、古代宇宙飛行士説の専門誌『Legendary Times』を創刊している。卒後しばらくは、ボディービルのイベントや大会の興行に携わり、プロモーターとして手腕を発揮したが、2005年頃からは古代宇宙飛行士説の「専門家」としての活動に重点をおいた。2009年には自身も製作に関わったヒストリーチャンネルの単発番組『古代の宇宙人』が好評を博し、翌年からは連続番組として放送されると、ツォカロスは第一人者として広く知られるようになった。

## 余聞
好きな食べ物は蛸だという。

## 脚註